# 李子雄 (高都郡公)
李子雄（？—？），字毗卢，赵郡高邑县（今河北省石家庄市高邑县）人，出自赵郡李氏西祖，东魏陕州刺史李徽伯第五子，西魏、北周、隋朝官员。

## 生平
李子雄的祖父李榼是北魏太中大夫，父亲李徽伯是东魏陕州刺史，陕州被西魏攻陷，李子雄因此随军到了长安。李子雄少年慷慨有远大志向，家族世代以学业精通相传，唯独李子雄学习骑马射箭。李子雄的哥哥李子旦责备他说：“弃文尚武，不是士大夫的本业。”李子雄回答说：“私下观察古代以来的忠臣达官，文武不兼备而能成就功业的极少。我虽然不聪慧，也大量浏览古籍，只是不拘泥于章句而已。能文能武，哥哥为什么指责呢！”李子旦无从应答。
宇文泰时期，李子雄以辅国将军为起家官，跟随达奚武扫平汉中，安定兴州，又讨伐汾州叛乱的胡人，总录前后功劳，出任骠骑大将军、仪同三司。周孝闵帝宇文觉接受禅让，李子雄爵位晋升为公爵，升任小賔部。李子雄后来又跟随达奚武与北齐在邙山交战，北周各路军队大败，只有李子雄率领的部队得以保全。周武帝宇文邕时期，李子雄跟随陈王宇文纯前往突厥迎接阿史那皇后，进爵为奚伯，出任硖州刺史。几年后，李子雄被征召担任本府中大夫，很快外任凉州总管长史，跟随滕王宇文逌在青海攻破吐谷浑，以军功加上仪同。周宣帝宇文赟即位，李子雄跟随行军总管韦孝宽攻克平定淮南地区，李子雄率领轻装骑兵数百人到达硖石，说降十余坐城池，出任豪州刺史。
杨坚总领百官时，李子雄被征召担任司会中大夫，因为平定淮南的功劳，加上开府。等到隋文帝杨坚接受禅让，李子雄出任鸿胪卿，进爵高都郡公，食邑二千户。开皇二年正月辛酉（582年2月24日），隋朝在并州设置河北道行台，晋王杨广出任行台尚书令。隋文帝认为北周势单力孤而灭亡，所以派遣儿子分别担任地方要职，大规模的挑选忠正诚信有才能声望的人担任行台属官，以灵州刺史王韶为行台右仆射，鸿胪卿李子雄为行台兵部尚书，左武卫将军朔方李彻总管晋王府军事。王韶和李雄都有刚正忠直的名声，所以获得任用。隋文帝对李子雄说：“我儿子年少，经历事情不多，因为你文才武略兼备，现在诚心委托给你，我不用顾念担心北方了。”李子雄顿首说：“陛下不因为臣不肖，托付以重任，臣虽愚直鄙陋，内心不是木石，定当竭心效命，以报答陛下大恩。”李子雄感动抽泣流泪，隋文帝抚慰晓谕后送走了他。李子雄在任上方正耿直，神色刚毅有不可冒犯的威严，杨广非常敬重忌惮，官吏和百姓称道他。一年多以后，李子雄在任内去世，儿子李公挺继承了爵位。

## 家族

### 父亲
- 李徽伯，东魏使持节、卫大将军、陕州刺史、固安县伯

### 兄弟姐妹
- 李子旦，东魏司徒属、固安县伯
- 李昌仪，先嫁高仲密，后为追尊齐文襄帝高澄宫人

### 儿子
- 李公宏
- 李公挺，隋朝右领军府司马、高都郡公

## 延伸阅读
[在维基数据编辑]
 《北史·卷074》，出自李延壽《北史》
 《隋書·卷46》，出自魏徵《隋书》